# Blackwing
Blackwing —Ala Negra en España— es el nombre de dos supervillanos de ficción y un héroe que aparece en los cómics estadounidenses publicados por Marvel Comics. 
En 1940, aparece una versión de Joseph Manfredi en Agent Carter, interpretado por Ken Marino.

## Historial de publicaciones
El primer Blackwing apareció en Daredevil # 118 y fue creado por Gerry Conway y Don Heck.

## Biografía ficticia

### Joseph Manfredi
Joseph Manfredi nació en Orlando, Florida, y es el hijo del señor del crimen Silvermane. Cuando debutó, que era un entrenador de animales disfraces para Ringmaster del Circo del Crimen. Mientras que como miembro de ese grupo, luchó con Daredevil y escapó.
Blackwing trabajó como agente de HYDRA de Silvermane (que se desempeñaba como líder de la División de Acción Aérea) cuando su padre era líder. Participó en la captura de Foggy Nelson. Blackwing luchó contra Daredevil, Black Widow, Nick Fury y S.H.I.E.L.D. y fue nuevamente derrotado por Daredevil.
Blackwing más tarde se unió a Jack O'Lantern para vigilar la casa de su padre cuando Red Skull tomó el control de la base, convirtiendo la mansión en ruinas en su llamada Skull House. El dúo buscó en Skullhouse y luchó contra el Capitán América durante este evento. Blackwing y Jack O'Lantern fueron reclutados por Madre Nocturna para unirse a la Brigada de Esqueletos luego de que Red Skull quedara impresionado con sus habilidades. Blackwing, Jack O'Lantern y Cutthroat lucharon contra Crossbones y Diamondback antes de unirse a la Brigada de Esqueletos. Blackwing ha capturado a Diamondback, y luego luchó contra Diamondback mientras ella escapaba. Él y el resto de la tripulación del esqueleto fueron derrotados por el Capitán América, Diamondback y Falcon. Fue derrotado en combate por Falcon, y llevado a la Bóveda.
La segunda Crimson Cowl reclutó a Blackwing para unirse a su encarnación de los Maestros del Mal. Fue derrotado junto a ellos.
Después de la última derrota, Joseph abandonó la identidad de Blackwing y se convirtió en un señor del crimen creando sus propios villanos privados en Heavy Mettle. Ordenó a Firestrike que le trajera el traje de batalla de Turbo, miembro de Nuevos Guerreros, con la esperanza de probarse a sí mismo ante su padre y los demás jefes de delitos de Nueva York. Los Nuevos Guerreros derrotaron al grupo de Joseph y Firestrike se encuentra actualmente en el Programa de Protección de Testigos a cambio de su testimonio contra Joseph Manfredi.

### Versión Heavy Mettle
Un miembro del grupo Heavy Mettle de Joseph Manfredi también se llama Blackwing.
Durante la historia de Dark Reign, este Blackwing se muestra como un nuevo miembro de la Iniciativa de la Sombra de Norman Osborn. Más tarde resultó herida durante el intento de recuperar 42, la prisión de la Zona Negativa, de las fuerzas de Blastaar. Ella fue asesinada en acción.

## Poderes y Habilidades
El primer Blackwing es un experto entrenador de murciélagos, con el que tiene una relación empática altamente desarrollada. Tiene una cantidad de murciélagos especialmente mutados criados por fuerza, tamaño e inteligencia anormales. Blackwing usa un traje que consiste en tejido elástico sintético sobre una armadura de malla. Los dispositivos en su traje le dan el poder de vuelo para distancias cortas, a través del movimiento dirigido que se desplaza. Blackwing también es un tirador experto.
El segundo Blackwing usa un traje blindado que tiene alas que le permiten volar.

## Otras versiones
En las páginas del final de Viejo Logan "Dead Man Logan", se muestra a Joseph Manfredi como un anciano que reside en Florida, donde responde al Lagarto. Cuando el Viejo Logan regresa a la Tierra-21923, la casa de Manfredi es el primer lugar en el que se detiene. Logan se encarga de los secuaces de Manfredi antes de que Manfredi entregue su vehículo. Una vez que Logan se ha ido, se las arregla para que un secuaz que perdió su pierna y un secuaz que perdió su brazo sean reparados por Lagarto. Posteriormente, el grupo fue visitado por Sabretooth.

## En otros medios
En 1940 aparece una versión de Joseph Manfredi en la segunda temporada de Agent Carter, interpretado por Ken Marino. Esta versión es el líder de la mafia de la sucursal de Los Angeles, Maggia. También es un viejo conocido de Howard Stark y una vez estuvo en una relación con Whitney Frost. Aparece por primera vez en el episodio "The Atomic Job", donde se le ve cenando en un restaurante cuando Whitney y Calvin Chadwick lo visitan. Mientras hace un trato con el senador Chadwick, Joseph revela un lado violento cuando cree que uno de sus hombres estaba mirando a Whitney de manera inapropiada. En el episodio " Monstruos.", Los hombres de Joseph brindan seguridad a la casa de Whitney cuando ella les cuenta a él y a Vernon su próximo plan. Joseph acompaña a Whitney a la mansión de Stark, donde capturan a Jason Wilkes y escapa después de que Whitney le dispara a Ava Jarvis en el estómago. En el episodio "The Edge of Mystery", Peggy Carter y Daniel Sousa intentan hacer un trato con Joseph, Wilkes a cambio de barras de uranio. Lo engañan a él y a Whitney, pero logran que Wilkes vuelva a proporcionarles las verdaderas barras de uranio. Después, Peggy y Edwin Jarvis son capturados por los hombres de Joseph. En el episodio "A Little Song and Dance", Whitney descubre que Peggy y Edwin han escapado y le ordena a Joseph que le dispare al conductor que lo descubrió. Joseph luego lleva a Whitney y Jason a una instalación de saneamiento abandonada en un intento de extraer la Materia Cero extra. En el episodio  "Hollywood Ending", Joseph está convencido por su madre de hacer un trato con Peggy, Stark y sus amigos para detener a Whitney. Después de que Whitney fue derrotada con su locura y enviarla a un asilo, Joseph fue visto visitando a Whitney.